# Gilliane Quirin
Gilliane Quirin (née le 20 juillet 1969) est une athlète mauricienne. 

## Biographie
Gilliane Quirin est championne de Maurice du 100 mètres en 1992 et 1995, du 200 mètres en 1995, du 400 mètres en 1987, 1991 et 1995.
Elle remporte la médaille de bronze du relais 4 × 400 mètres lors des Championnats d'Afrique d'athlétisme 1990 et lors des Championnats d'Afrique d'athlétisme 1992,.

## Palmarès
| Date | Compétition            | Lieu             | Résultat | Épreuve   | Temps         |
| ---- | ---------------------- | ---------------- | -------- | --------- | ------------- |
| 1990 | Championnats d'Afrique | Le Caire         | 3e       | 4 × 400 m | 3 min 46 s 94 |
| 1992 | Championnats d'Afrique | Belle Vue Maurel | 3e       | 4 × 400 m | 3 min 42 s 68 |